# フォートオールバニの戦い (1709年)
フォートオールバニの戦い（フォートオールバニのたたかい、Battle of Fort Albany）は、1709年6月下旬（26日ごろ）に、ハドソン湾会社の交易所で、ハドソン湾南岸にあるフォートオールバニに、ヌーベルフランスの民兵と先住民兵がしかけた攻撃である。

## 概要

### ハドソン湾会社設立から戦闘に至るまで
1670年の、イギリス（当時はイングランド王国）の投資家によるハドソン湾会社の設立で、ハドソン湾沿岸の毛皮交易はかなりの利益をあげていた。1680年代の始めまでには、ハドソン湾に流れ込む川の河口に交易所がいくつも建てられ、川の流域に住む先住民は、交易所に毛皮を持っていき、その見返りとして食料やヨーロッパからもたさられた品々を受け取った。その中には、武器や弾薬、その他様々なものがあった。
ハドソン湾会社の繁栄に、ヌーベルフランス当局は警戒を強めた。自分たちが獲得した領地に、イギリスが侵略して来たおかげで、自分たちの毛皮交易とそれによる利益が痛手を受けていたからだ。元々、ハドソン湾近辺での毛皮に関しては、イギリスに寝返ったフランス人が情報をもたらしたせいで、イギリス有利にことが運んでいた。ハドソン湾会社は、1686年のハドソン湾遠征（en:Hudson Bay expedition (1686)）の開始から、9年戦争（北アメリカではウィリアム王戦争）の間、ヌーベルフランスからの侵入者から絶えず交易所を攻撃され、設備を略奪されたり、占領されたり、また、ヨーロッパへ出荷されるはずの毛皮を奪われたりした。9年戦争の末期には、フォートオールバニ（オールバニ川の河口に作られたためこの名がある、現在のオンタリオ州北部）が、唯一の交易所となっていた。
スペイン継承戦争（北アメリカではアン女王戦争）が1702年に勃発し、イギリスの交易所であるフォートオールバニの侵略計画が持ち上がった。1709年、フランス人入植者の一団が、陸路でフォートオールバニを攻撃することに決めた。ヌーベルフランス総督であるフィリップ・ド・リゴー・ヴォードルイユもこれに同意し、身銭を切って、彼らのための資金を提供した。資金提供者たちは、奇襲隊が持ち帰るであろう毛皮で、出資分の埋め合わせができると考えていた。この軍の指揮はニコラ・ダイユブー・ド・マンテに任された。この人物は、辺境での奇襲を何度も経験した強者で、修羅場を潜り抜けた前歴もあるといわれていたが、ハドソン湾近辺には足を踏み入れたことがなかった。 マンテは、60人から70人のフランス人と30人のカウグナガワ・モホークを招集して出発し、1709年の6月下旬にフォートオールバニの近くに到着した。

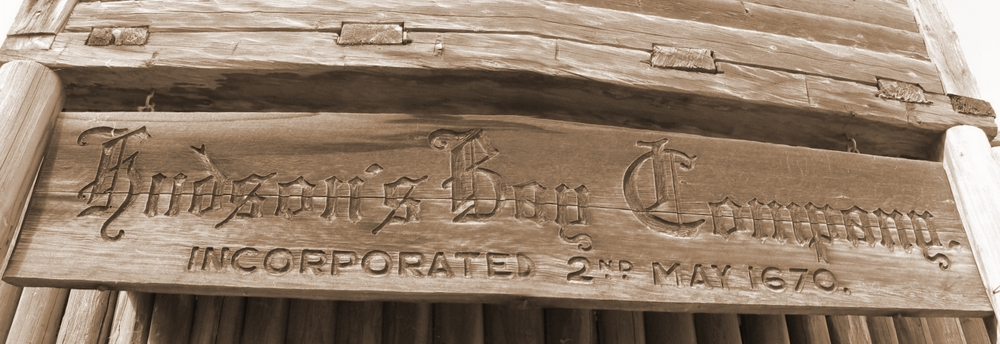
ハドソン湾会社交易所の看板

### 戦闘
フォートオールバニには、ハドソン湾会社で、ジョン・フラーティンの下で働く雇い人たちが住んでいた。この雇い人たちは、かつてのヌーベルフランスの襲撃で捕虜となった経験があった。フラーティンは、クリー族の交易者から、ヌーベルフランス軍の襲撃に気をつけるように言われており、そのため、急襲への準備は怠りなかった。ただし、襲撃が断片的に行われていたため、いつ、何人で襲ってくるかはまでははっきりしなかった。
この戦いでわかっているのは、ヌーベルフランス側が完敗したこと、そしてマンテも、部下の副司令官も戦死したことである。フランスの戦死者は、この2人の指揮官も含めて18人だったが、一方ハドソン湾会社側は2人だった。この2人はフォートオールバニの中ではなく、そこに向かおうとしていて待ち伏せされたものだった。

### その後のハドソン湾会社と英仏競合

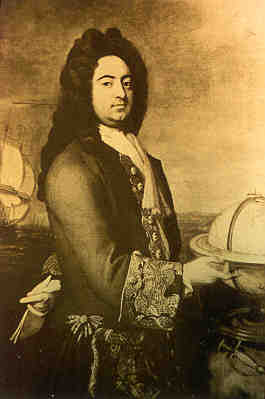
フランシス・ニコルソン総督

この年、ハドソン湾会社はフォートオールバニに船を寄越しておらず、ロンドンにいる会社の役員たちは、意外な方法でこの戦いのことを知った。同じ1709年に、ヌーベルフランスへ探検隊を率いたものの、途中で挫折したイギリス領総督フランシス・ニコルソンが、翌年の遠征への支援を得るために、モヒカン族の族長を1人と、カウグナガワ・モホーク族の族長を3人ロンドンに派遣していたが 、彼らは、ニコルソン総督の探検隊が戻る時にモントリオールにいて、この戦いについて知らされ、そのことを本社の役員に報告したのである。フラーティンはこの戦いについて、1711年に、イギリス本国へ戻った時に報告書を整理したが、その書類は紛失してしまったようである。
ヴォードルイユ総督は、フォートオールバニへの奇襲隊に資金を提供したことで、フランス本国の政府から総督としての責任を問われた 。ハドソン湾会社は、1713年のユトレヒト条約により、すべての交易所を復活させ、イギリスのハドソン湾領有をフランスに認めさせたが、フランスとイギリスは、その後も交易をめぐって競り合うことになる。